# Ein Freund zum Verlieben
Ein Freund zum Verlieben (The Next Best Thing) ist eine Filmkomödie mit Benjamin Bratt, Rupert Everett und Madonna aus dem Jahr 2000.

## Handlung
Abbie Reynolds und der homosexuelle Robert Whittaker leben in Los Angeles. Sie sind befreundet. An einem Feiertag mit reichlich Alkoholkonsum landen sie gemeinsam im Bett. Abbie bekommt einen Sohn, den sie und Robert gemeinsam aufziehen.
Einige Jahre später lernt Abbie den Finanzexperten Ben Cooper kennen, der Interesse an ihr zeigt. Als sie mit ihm umziehen will, streiten sie und Whittaker gerichtlich um das Sorgerecht für den gemeinsamen Sohn. Es stellt sich heraus, dass Robert gar nicht der biologische Vater ist; dieser findet daraufhin den Mann, mit dem Abbie eine kurze Beziehung vor der Schwangerschaft hatte und präsentiert ihn vor Gericht. Die Verhandlung wird damit zu einem Plädoyer über die Frage, was einen Mann zum Vater eines Kindes macht. Schließlich wird Abbie zwar das alleinige Sorgerecht zugesprochen, in der letzten Szene lässt sie jedoch ihren Sohn mit Robert sprechen.

## Kritiken
Kenneth Turan kritisierte in der Los Angeles Times vom 3. März 2000, der Film wäre „unauthentisch“. Er kritisierte die Darstellung von Madonna wie auch das Drehbuch.
Susan Wloszczyna spottete in der USA Today, Madonna hätte im Film den Filmpartner von Julia Roberts aus Die Hochzeit meines besten Freundes und ihren aktuellen Lebenspartner „ausgeliehen“, sie hätte aber das Talent von Roberts ausleihen sollen.

## Auszeichnungen
- Malcolm Stumpf wurde 2000 für den YoungStar Award nominiert.
- Der Film wurde 2001 für den GLAAD Media Award als herausragender Film nominiert.
- Madonna erhielt 2001 die Goldene Himbeere als schlechteste Schauspielerin
- Nominierung für die Goldene Himbeere:
  - Schlechtester Film
  - Schlechteste Regie: John Schlesinger
  - Schlechtestes Drehbuch: Thomas Ropelewski
  - Schlechtestes Filmpaar: Madonna und entweder Rupert Everett oder Benjamin Bratt